# プロダクション協会
プロダクション協会（プロダクションきょうかい、Second Production Association）は、日本の任意団体。AVプロダクションによる業界団体。同じ業界団体の日本プロダクション協会との差別化のため、第二プロダクション協会、または英略称であるSPAと呼ばれることが多い。

## 概略
逮捕者が出るなどの業界問題の刷新、健全化のためAVプロダクション有志がまとまり、2017年4月に一般社団法人日本プロダクション協会が設立された。この日本プロダクション協会に法人組織ではない等様々な要因から賛同しなかった、できなかったプロダクションやグループがプロダクション業務の健全化推進、AV実演家の人権擁護、自己決定権の最大尊重などを目的に2018年3月末に結成。設立時は24社。統一契約書を用いるなど、基本的な自主規制、取り決めは日本プロダクション協会の規約に準ずるものだが、各プロダクション事情に応じて個別に規定を設ける事を認めており、後述のようにフリー女優連盟のような企業体でない団体、集団も加盟している。
AV男優である辻丸耕平は「AV界の抜け道」「結局最初から統一なんて無理だった」と設立経緯について批判している。
2018年3月26日にAV人権倫理機構正会員として入会。2018年11月、かさいあみ、三代目葵マリーが発起人となる「フリー女優連盟」が加盟。またフリーランス女優がSPA加盟事務所にマネージメント委託することも可能となった。

## 正会員
プロダクション表記はプロダクション協会公式サイトに準ずる。
- エベレスト
- パール・エンターテインメント
- ARM PROMOTION
- オフィスブリッツ
- Dino
- ジールグループ
- Y's Entertainment
- アロハプロモーション
- Excelia Promotion
- SKY PROMOTION
- ジュエルズ プロダクション
- HRSエンターテインメント
- リズムプロモーション
- アルヴィロッソ
- Wish
- ビーダッシュ プロモーション
- フォーティーフォーマネジメント
- アルシェ
- プライムエージェンシー
- アットケイ
- ワイズプロモーション
- LOOP ENTERTAINMENNT
- ジャパントータルプロモーション
- One's double
- スターエージェント
- フリー女優連盟
- RAID（レイド）（2025年加盟）
- MIZUKI PROMOTION
- ボディーコーポレーション
- VVS（ヴィヴィエス）
- リップロ
- CCR（シーシーアール）

## 過去の会員
- ピースプロモーション（2020年5月22日除名処分）
- ルーセントプロ（2024年退会）
- ちょこエンターテインメント（2024年退会）
- ジュンプロモーション（2024年退会）
- マオプロモーション（2024年退会）
- LEGEND（レジェンド）（2024年退会）